# Pseudaraldus giustinai
Pseudaraldus giustinai är en insektsart som beskrevs av Bonfils 1981. Pseudaraldus giustinai ingår i släktet Pseudaraldus och familjen dvärgstritar. Inga underarter finns listade i Catalogue of Life.